# Corte Suprema de Corea del Sur
Corte Suprema de Corea del Sur (en hangul, 대한민국 법원; en hanja, 大韓民國 法院; literalmente, «Tribunal de Corea») es el más alto tribunal de Corea del Sur. Se encuentra en Seocho-gu, Seúl.

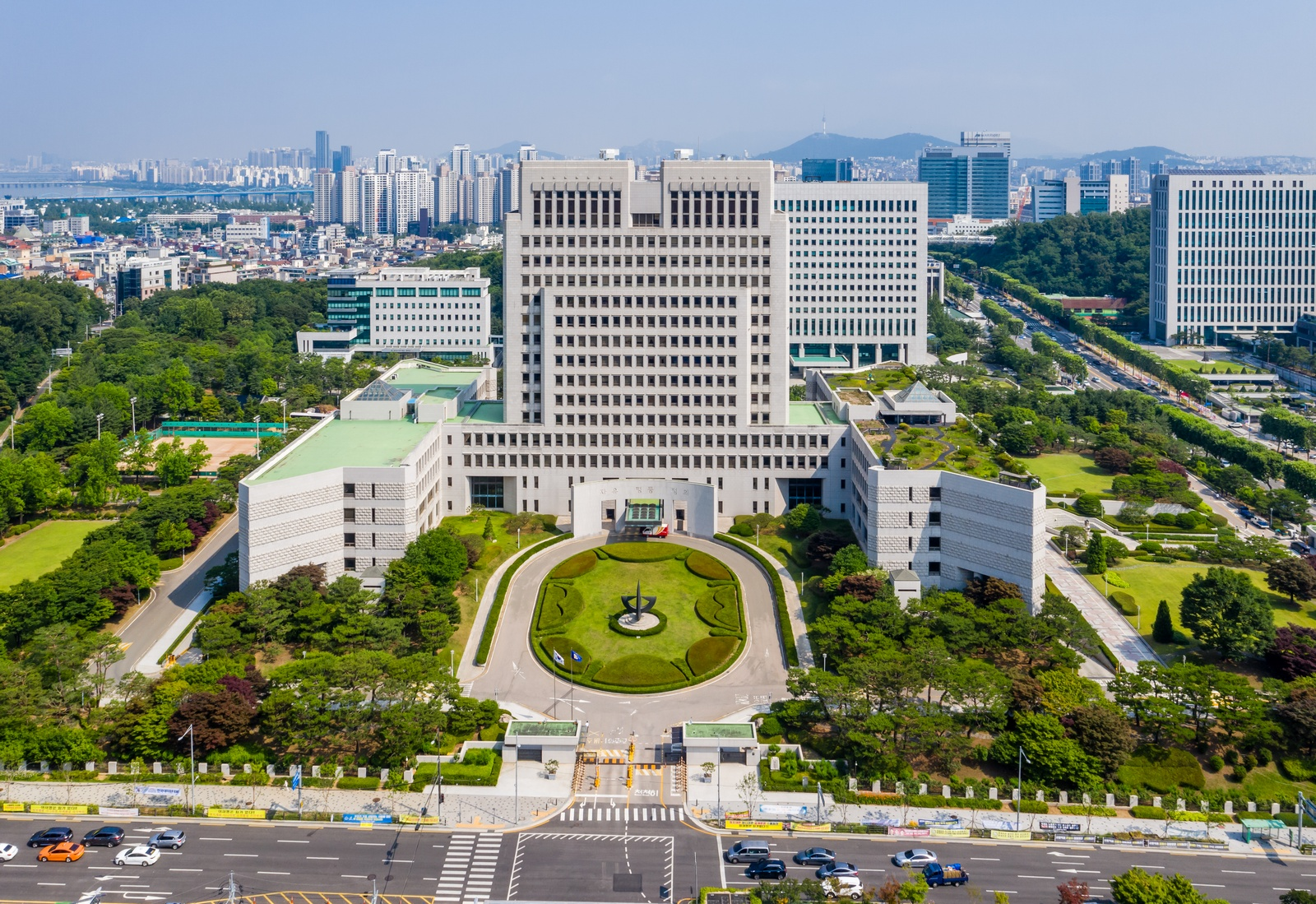
El edificio del corte suprema de Corea del Sur.

Los artículos 101 a 110 de la Constitución de la República de Corea a establecer la Corte Suprema y enumera sus competencias y responsabilidades.
El Tribunal Supremo de Corea está compuesta por el presidente del Tribunal Supremo de la República de Corea y otros 13 jueces del Tribunal Supremo, 12 de los cuales tienen funciones contenciosas. La justicia 13 del Tribunal Supremo es nombrado por el presidente del Tribunal Supremo como el ministro de Administración de los Tribunales, y no participa en la prestación de las opiniones judiciales.
El Presidente del Corte Suprema de Corea del Sur es nombrado para el tribunal por el presidente con el consentimiento de la Asamblea Nacional, y cumple un mandato no renovable de seis años desde la fecha de su designación. El Presidente del Tribunal Supremo actúa como el jefe del Poder Judicial de la República de Corea, y tiene amplias facultades administrativas previstas en la Constitución, como el derecho de recomendar otros magistrados a la Corte Suprema y el derecho de nombrar a los jueces de los tribunales inferiores. El actual Presidente del Tribunal Supremo es Yang Sung-Tae.
Los otros 13 jueces son designados a la Corte por el presidente por recomendación del Presidente del Tribunal Supremo y el consentimiento de la Asamblea Nacional, y sirven períodos de seis años renovables.
Por ley, para ser elegibles para formar parte del Tribunal Supremo, la persona debe ser mayor de 40 años y han pasado por lo menos de 15 años: como juez, fiscal o abogado o dedicada a los asuntos legales en los órganos del Estado, los gobiernos locales, estatales o empresas públicas, las instituciones financiadas por el Estado, mientras que el título de abogado o en una oficina superior a profesor asistente en el campo de la jurisprudencia en un colegio o una universidad autorizada, mientras que el título de abogado.
En su mayor parte, los jueces del Tribunal Supremo son nombrados desde el banquillo.
Jueces del Tribunal Supremo están obligados a jubilarse a los 65 años (70 para el Presidente del Tribunal Supremo).
- Datos: Q623906
- Multimedia: Supreme Court of Korea / Q623906